# Cytologi
Cytologi, cellära, är läran om enskilda celler. Cellerna kan studeras med hjälp av ett mikroskop. Disciplinen kan delas upp i 
- Cytogenetik
- Cytopatologi
- Cellbiologi